# Inmalthodes varicolor
Inmalthodes varicolor es una especie de coleóptero de la familia Cantharidae.

## Distribución geográfica
Habita en Célebes (Indonesia).